# 馬拉卡南 (帕拉州)

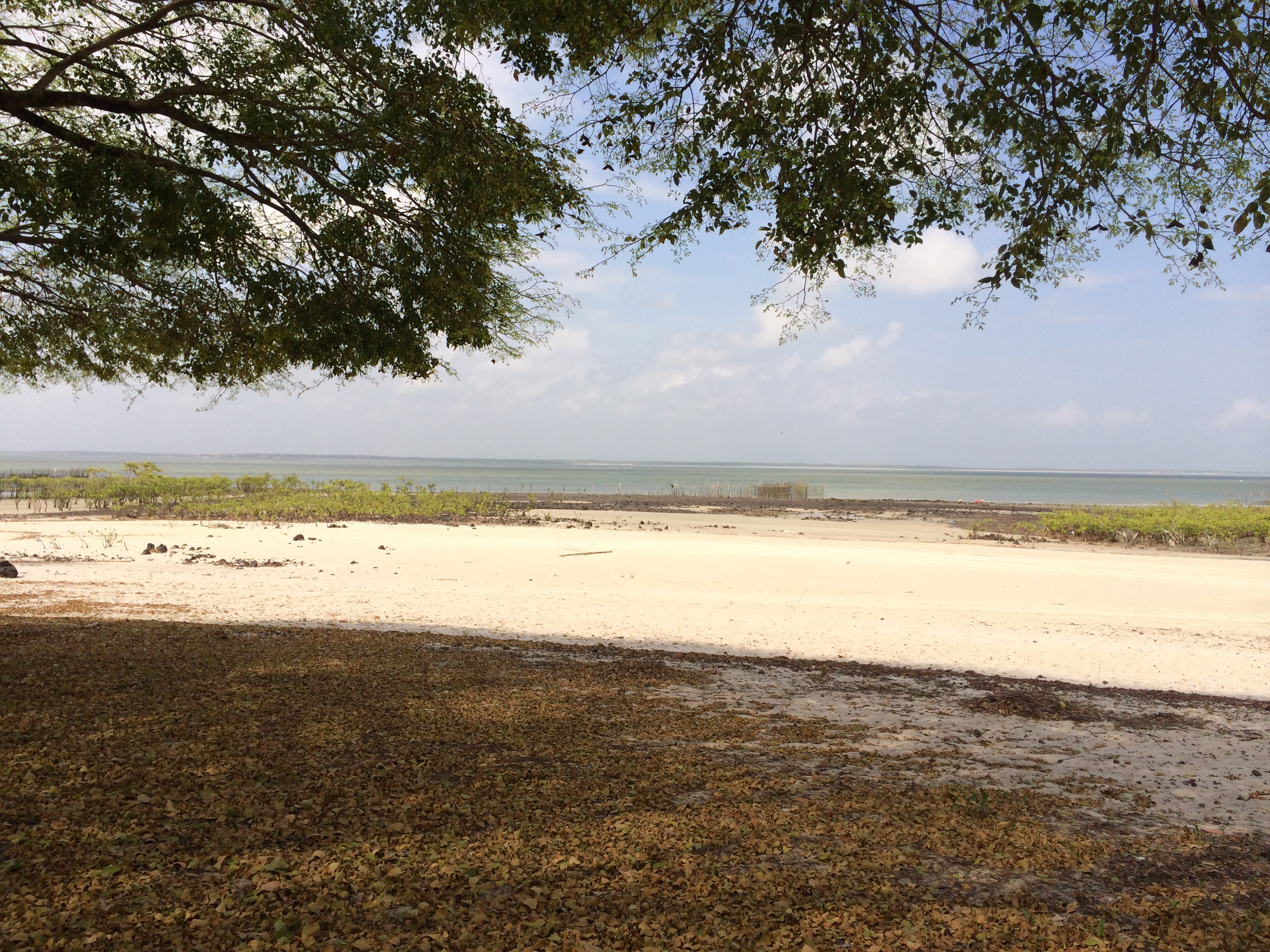
馬拉卡南

馬拉卡南（葡萄牙語：Maracanã），是巴西的城鎮，位於該國北部，由帕拉州負責管轄，始建於1827年5月28日，面積856平方公里，海拔高度45米，2010年人口28,376，人口密度每平方公里33.16人。